# Dactylopsaron
Dactylopsaron is een monotypisch geslacht van straalvinnige vissen uit de familie van baarszalmen (Percophidae).

## Soort
- Dactylopsaron dimorphicum Parin & Belyanina, 1990